# Axel Thorngren
Axel Thorngren, född december 1882, död 6 februari 1962, i sviterna av en bilolycka, var en svensk galopptränare och inom galoppsporten ett av Skandinaviens största tränarnamn. Han tränade Sveriges första derbyvinnare, hästen Voter, år 1918. Denna första svenska derbyvinst har sedermera gett namn åt en hel tävlingskategori, så kallad Voterlöpning, inom galoppsporten i Sverige.
Thorngren började som vallpojke innan han kom in i galoppsporten blott 13 år gammal. I Danmark vann han sin första löpning som 15-åring. När Klampenborg norr om Köpenhamn öppnade år 1910 blev han banans första jockeychampion med tolv segrar. Två år senare blev han tränare på banan.
År 1913 flyttade Thorngren sitt träningsetablissemang till Jägersro där galoppen växte sig stark på grund av totalisatorförbudet inom travsporten. År 1938 flyttade Thorngren tillbaka till Klampenborg för att arbeta där.
Axel Thorngren vann 22 derbysegrar, varav åtta i Sverige, och 37 kriteriesegrar. Han ansågs vara en mästare på att sätta hästarna i form till större löpningar.